# پتریدین
پتریدین (به انگلیسی: Pteridine) با فرمول شیمیایی C6H4N4 یک ترکیب شیمیایی با شناسه پاب‌کم 7153 است. که جرم مولی آن ۱۳۲٫۱۲۳ گرم بر مول می‌باشد. 